# Krakowska Fabryka Armatur
Armatura Kraków SA – polskie przedsiębiorstwo przemysłu metalowego z siedzibą w Krakowie, notowane na Giełdzie Papierów Wartościowych w Warszawie od 2007 do 2014 roku. Producent nowoczesnych rozwiązań z obszaru armatury sanitarnej i grzewczej.

## Działalność
Przedsiębiorstwo produkuje głównie baterie łazienkowe i kuchenne, a także aluminiowe grzejniki centralnego ogrzewania oraz zawory. Swoje produkty rozprowadza za pośrednictwem hipermarketów budowlanych, hurtowni instalacyjno-sanitarnych i sklepów patronackich.
Według własnych szacunków spółki, posiada ona, w ujęciu ilościowym, około 37-procentowy udział w krajowym rynku armatury.

## Historia
W 1922 powstała w Krakowie Łagiewnicka Fabryka Armatur sp. z o.o. Zajmowała się głównie produkcją armatury i zbliżonych artykułów, odlewanych z metali kolorowych. Wkrótce została przejęta przez krakowskie Towarzystwo Kontynentalne dla Handlu Żelazem Kern i S-ka. Zdobyła złoty medal Pierwszej Ogólnopolskiej Wystawy Budowlanej przy Targach Wschodnich we Lwowie. Fabryka rozwijała się aż do II wojny światowej, produkując – oprócz armatury domowej – ręczne pompy wodne i odlewy z mosiądzu i brązu. Jeszcze w 1943 zatrudniała 389 osób i wytworzyła 250 ton produktów. W 1944 władze okupacyjne rozpoczęły demontaż i wywóz wyposażenia produkcyjnego zakładu.
Po zakończeniu wojny fabryka została znacjonalizowana i przekazana Centralnemu Zarządowi Odlewnictwa w Radomiu. Produkcję wznowiła w 1945. W 1948 jej majątek został włączony do przedsiębiorstwa państwowego Krakowska Fabryka Armatur. W następnych latach fabrykę rozbudowano. Od 1956 działała jako Krakowskie Zakłady Odlewnicze, w 1961 ponownie połączone z Krakowską Fabryką Armatur w jeden podmiot: Krakowskie Zakłady Armatur, w kolejnych latach rozbudowywane. W 1970 zainicjowano budowę filii w Jordanowie, która następnie prowadziła produkcję zaworów wodnych i centralnego ogrzewania, kurków gazowych oraz złącz i końcówek, a w latach 80. stała się niezależnym przedsiębiorstwem pod nazwą "Jordanowska Fabryka Armatury".
W grudniu 1997 Krakowskie Zakłady Armatury zostały skomercjalizowane i przekształcone w jednoosobową spółkę skarbu państwa pod firmą Krakowska Fabryka Armatur SA. W 1999 spółka została sprywatyzowana, a jej inwestorem strategicznym stało się PZU Życie SA. W latach 2000–2007 w przedsiębiorstwie przeprowadzono restrukturyzację, która pozwoliła obniżyć koszty własne i poprawić wyniki finansowe. W 2006 fabryka przeniosła działalność produkcyjną do nowo wybudowanego zakładu. 17 sierpnia 2007 po raz pierwszy akcje Armatury Kraków były notowane na warszawskiej Giełdzie Papierów Wartościowych.
W styczniu 2014 roku PZU Fundusz Inwestycyjny Zamknięty Aktywów Niepublicznych BIS 2, przeprowadził przymusowy wykup akcji, które następnie przybrały materialną postać. To doprowadziło do wykluczenie spółki z obrotu giełdowego z dniem 10 marca 2014 roku. 

## Akcjonariat
W czasie obecności Armatury Kraków SA na Giełdzie Papierów Wartościowych w Warszawie największym akcjonariuszem przedsiębiorstwa był Powszechny Zakład Ubezpieczeń na Życie SA, posiadający według danych z kwietnia 2008 r. 67,01% akcji i głosów na walnym zgromadzeniu oraz 64,58% akcji oraz głosów na WZ według danych z 2011 r. Po wykupie akcji skutkującym zejściem Armatury Kraków SA z GPW w styczniu 2014 r. PZU stało się jedynym właścicielem spółki.